# Gunbird
Gunbird (ガンバード?) è un videogioco arcade del 1994 sviluppato da Psikyo. Lo sparatutto ha ricevuto conversioni per Sega Saturn e PlayStation pubblicate da Atlus, quest'ultima distribuita con il titolo Mobile Light Force.
Il gioco è incluso nella raccolta Gunbird: Special Edition per PlayStation 2, insieme al suo seguito Gunbird 2. È inoltre disponibile su PlayStation Network, Steam e per Nintendo Switch.